# دوري أروبا لكرة القدم 2010–11
دوري أروبا لكرة القدم 2010–11 هو موسم من دوري أروبا لكرة القدم. كان عدد الأندية المشاركة فيه 10، وفاز فيه SV Racing Club Aruba ‏.